# Ed Asner
Eddie Asner (Kansas City, Missouri, 1929. november 15. – Los Angeles, Kalifornia, 2021. augusztus 29.) többszörös Primetime Emmy- és Golden Globe-díjas amerikai színész. Leginkább arról ismert, hogy ő alakította Lou Grant karakterét a The Mary Tyler Moore Show és Lou Grant című sorozatokban.

## Életpályája
Asner 1929. november 15-én született a Missouri állambeli Kansas City-ben, és a kansasi Kansas City-ben nőtt fel. Szülei zsidó származásúak voltak. Ortodox zsidó családban nevelkedett, és a Yitzhak nevet kapta.
A Wyandotte High School, majd a Chicagói Egyetem tanulója volt. Chicagóban újságírást tanult, amíg egy tanár azt nem mondta neki, hogy azzal kevés pénzt lehet szerezni. Ezt követően egy malomban dolgozott, de hamar a színház felé fordult, Thomas Becket-et játszotta T. S. Eliot Gyilkosság a székesegyházban című darabjában. Ezután abbahagyta az iskolát, taxisofőrként dolgozott, a General Motors-nál is dolgozott, egészen 1951-ig, amikor bevonult katonának.
1951-től 1953-ig volt katona.

## Halála
2021. augusztus 29-én hunyt el természetes körülmények között tarzanai (Los Angeles) otthonában. 91 éves volt.

## Filmjei
- Play of the Week (1960-1961)
- Route 66 (1960-1962)
- Alfred Hitchcock bemutatja (1962)
- A Galahad-kölyök (1962)
- The Untouchables (1962-1963)
- Dr. Kildare (1962-1963)
- The Defenders (1963-1964)
- Mr. Novak (1963-1965)
- Profiles in Courage (1964-1965)
- Gunsmoke (1964-1966)
- Pokoli találmány (1965)
- Gyenge cérna (1965)
- The Fugitive (1965-1967)
- The F.B.I. (1966-1969)
- Támadás egy idegen bolygóról (1967-1968)
- Judd for the Defense (1967-1969)
- Ironside (1967-1969)
- Insight (1967-1977)
- Mission: Impossible (1969)
- A düh folyosói (1970)
- Mr. Tibbs nyomoz (1970)
- The Mod Squad (1970-1972)
- Mary Tyler Moore (1970-1977)
- Vásárra viszem a bőrödet (1971)
- Police Story (1973-1976)
- Hawaii Five-O (1975)
- Gazdag ember, szegény ember (1976)
- Gyökerek (1977)
- Lou Grant (1977-1982)
- Apacserőd Bronxban (1981)
- O'Hara felesége (1982)
- Daniel (1983)
- Off the Rack (1984-1985)
- Út a mennyországba (1986)
- Pinokkió és a sötétség fejedelme (1987)
- The Bronx Zoo (1987-1988)
- Sátánkeringő Bécsben (1988)
- Boldogan éltek, míg meg nem haltak (1989)
- Bankrabló zsaruk (1990)
- A bolygó kapitánya (1990-1996)
- Cseregyerekek (1991)
- JFK – A nyitott dosszié (1991)
- The Trials of Rosie O'Neill (1991-1992)
- Hearts Afire (1992-1993)
- Batman (1992-1994)
- Gézengúz hiúz (1993)
- Gypsy (1993)
- A dinoszauruszok (1994)
- Thunder Alley (1994-1995)
- Gargoyles (1994-1996)
- Pókember (1994-1998)
- Fürtöcske és a mackók (1995)
- Freakazoid! (1995-1997)
- Elfújta az éj (1996)
- A varázslatos iskolabusz (1996)
- Megőrülök érted (1996-1997)
- Gargoyles: The Goliath Chronicles (1996-1997)
- Hódító hódok (1997)
- Sötét zsaruk (1997)
- Louie élete (1997)
- Nicsak, ki mindenki beszél? (1997)
- Hajrá, drukkerek! (1997)
- Jumanji (1997-1998)
- Zorro (1997-1998)
- Ügyvédek (1997-2004)
- Vízözön (1998)
- Herkules (1998)
- X-akták (1998)
- Superman (1998-2000)
- A Simpson család (1999)
- Oltári vőlegény (1999)
- A karácsonyfa dala (1999)
- Szünet (1999)
- Olive, a másik rénszarvas (1999)
- Angyali érintés (2000)
- Zsákolók (2000)
- A nyerő játékos (2000)
- A maffia feketelistája (2000)
- A Thornberry család (2000)
- Hozzátok haza Pajtit (2000)
- Johnny Bravo (2000-2001)
- Szoknyás fejvadász (2001)
- Tök állat (2001)
- Dharma és Greg, avagy kettőn áll a vásár (2001)
- Félig üres (2001)
- A tökéletes préda (2001)
- Texas királyai (2001-2002)
- A karácsony megmentője (2002)
- Vészhelyzet (2003)
- Holdfényöböl (2003)
- Billy és Mandy kalandjai a kaszással (2003)
- Pókember (2003)
- Szuperdod kalandjai a 24 1/2 században (2003)
- Mi a manó (2003)
- Karácsonyi vakáció 2. (2003)
- Az igazság ligája: Határok nélkül (2004-2005)
- Center of the Universe (2004-2005)
- A természet ereje (2005)
- A holtsáv (2005)
- A kertvárosi gettó (2005-2014)
- Karácsonyi üdvözlet (2006)
- A színfalak mögött (2006-2007)
- A Pókember legújabb kalandjai (2008)
- Falrengető (2008)
- Generációs szakadék (2008)
- Karácsonyi fények (2008)
- CSI: New York-i helyszínelő (2009)
- Fel (2009)
- Dug különleges feladata (2009)
- The Sarah Silverman Program (2010)
- Superman és Batman (2010)
- A Cleveland-show (2010-2011)
- Amerikai fater (2010-2019)
- Az igazság ifjú ligája (2011)
- Válság a Wall Streeten (2011)
- Luxusdoki (2011)
- Michael: Every Day (2011-2017)
- A semmi közepén (2012)
- Vérmes négyes (2012)
- Hawaii Five-0 (2012)
- Reszkessetek, betörők! 5. – Testvérek akcióban (2012)
- Parkműsor (2012)
- Lángoló szívek (2013)
- Különleges ügyosztály (2013)
- Glades - Tengerparti gyilkosságok (2013)
- Eszementek (2013)
- Négy férfi, egy eset (2014)
- Anyák gyöngye (2014)
- A férjem védelmében (2015)
- Gyilkos elmék (2015)
- Murdoch nyomozó rejtélyei (2015)
- Forgive Me (2015-2018)
- SpongyaBob Kockanadrág (2016)
- Dr. Csont (2017)
- MacGyver (2018)
- Búcsúpohár (2018)
- Szerelemre hangolva (2018)
- Halott vagy (2019)
- Grace és Frankie (2019-2021)
- Modern család (2020)
- Zsaruvér (2020)

## Fordítás
- Ez a szócikk részben vagy egészben  az   Ed Asner című angol Wikipédia-szócikk fordításán alapul.  Az eredeti cikk szerkesztőit annak laptörténete sorolja fel. Ez a jelzés csupán a megfogalmazás eredetét és a szerzői jogokat jelzi, nem szolgál a cikkben szereplő információk forrásmegjelöléseként.